# Muzeum Powozów i Zaprzęgów w Galowicach
Muzeum Powozów i Zaprzęgów w Galowicach – muzeum powozów i zaprzęgów mieszczące się na terenie dawnych dóbr rodziny von Lieres und Wilkau, w zespole folwarcznym, zabytkowym, szachulcowym spichlerzu z 1730, stojącym w Galowicach w gminie Żórawina pod Wrocławiem.
Muzeum posiada w swoich zbiorach ponad pięćdziesiąt powozów – od sań śnieżnych (np. z fabryki Lipowicza w Wilnie), przez karety i bryczki, po historyczny konny wóz strażacki. Znajduje się tam również kolekcja siodeł kawaleryjskich (np. z kolekcji Pawła Biczysko), uprzęży i kiełzn, jak również przedmiotów związanych z dawnym podróżowaniem: kufrów, walizek, toalet, sekretarzyków, skarbczyków, czy ogrzewaczy. Prezentowana jest kuchnia polowa z 1905.
Zbiory uzupełnia dział poświęcony wsi śląskiej, w tym historii Galowic. Przy budynkach ulokowano ogród ziołowy z opisami botanicznymi. W okresie sprzyjającej aury organizowane są pokazy terenowe.